# جلكى أرضية
الجلكى الأرضية (الاسم العلمي: Geotria) هي جنس من اللافكيات تتبع فصيلة الجلكيات الأرضية من رتبة الجلكيات.

## أنواع
جنس الجلكى الأرضية يضم نوع وحيد هو:
- الجَلَكَى الجيبية